# Herpyllobius antarcticus
Herpyllobius antarcticus is een eenoogkreeftjessoort uit de familie van de Herpyllobiidae. De wetenschappelijke naam van de soort is voor het eerst geldig gepubliceerd in 1913 door Vanhöffen.